# Kiganda
Kiganda är en kommun i Burundi. Den ligger i provinsen Muramvya, i den centrala delen av landet, 30 kilometer öster om Burundis största stad Bujumbura.